# سن سبز پنبه
سن سبز پنبه (نام علمی: Nezara viridula) نام یک گونه از تیره سن‌های بدبو است.

## نگارخانه

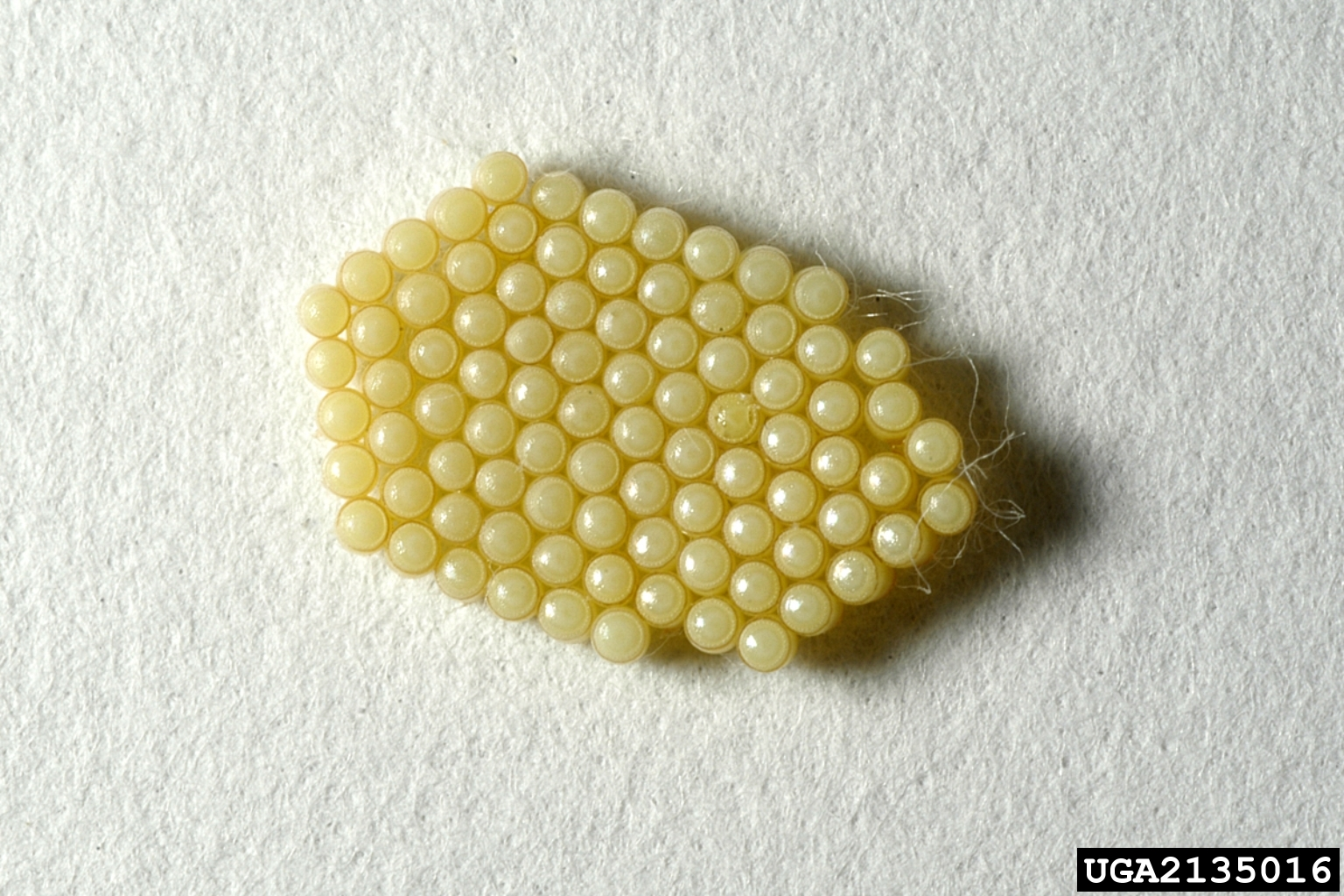
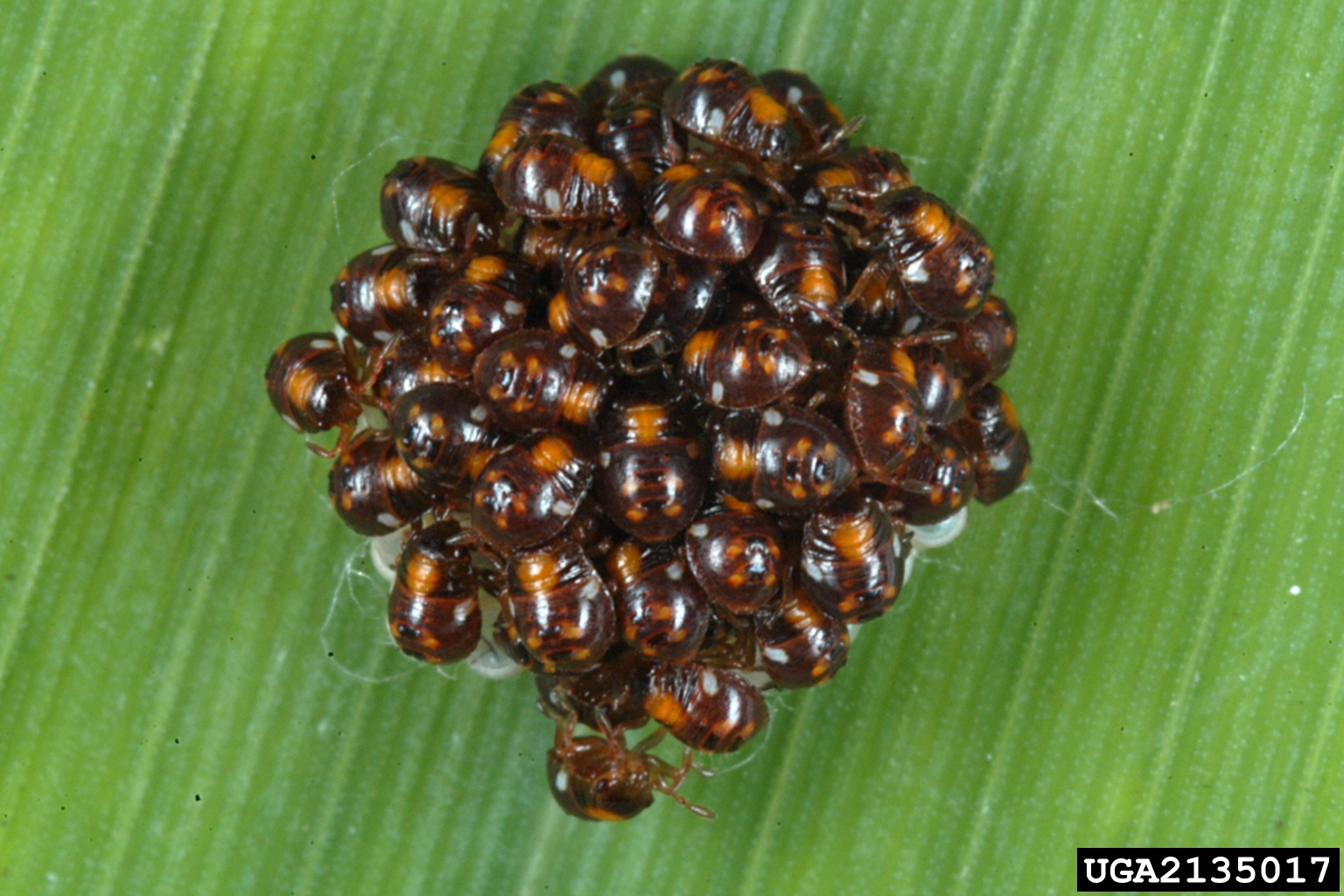
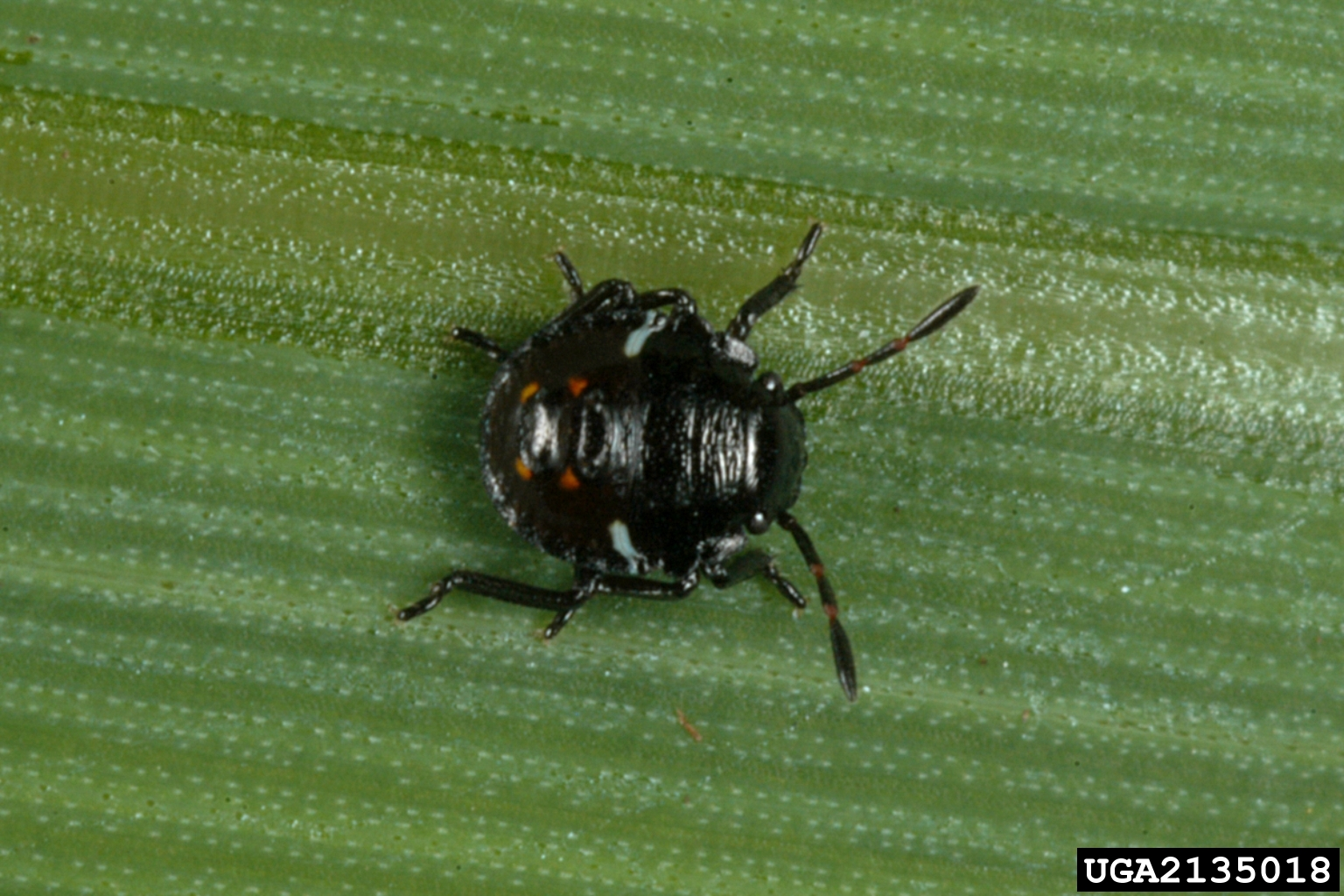
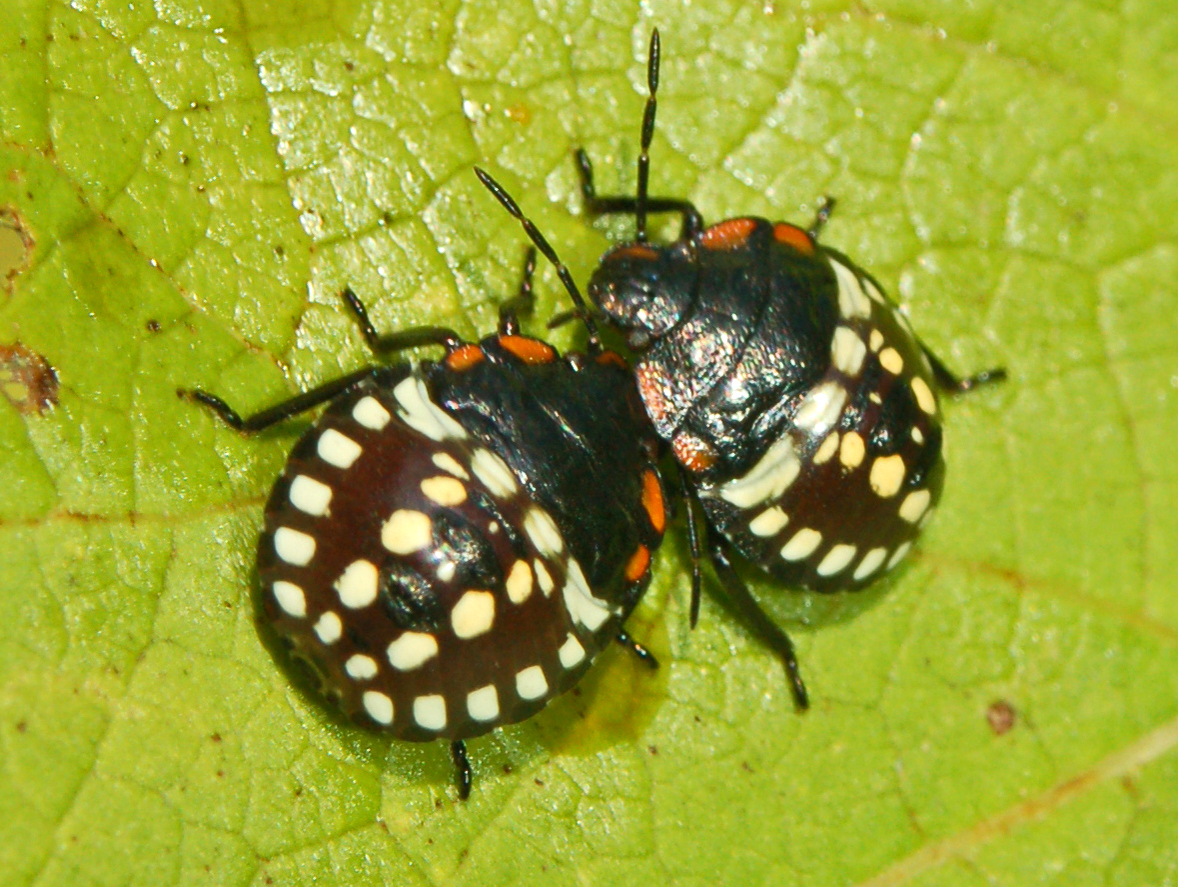
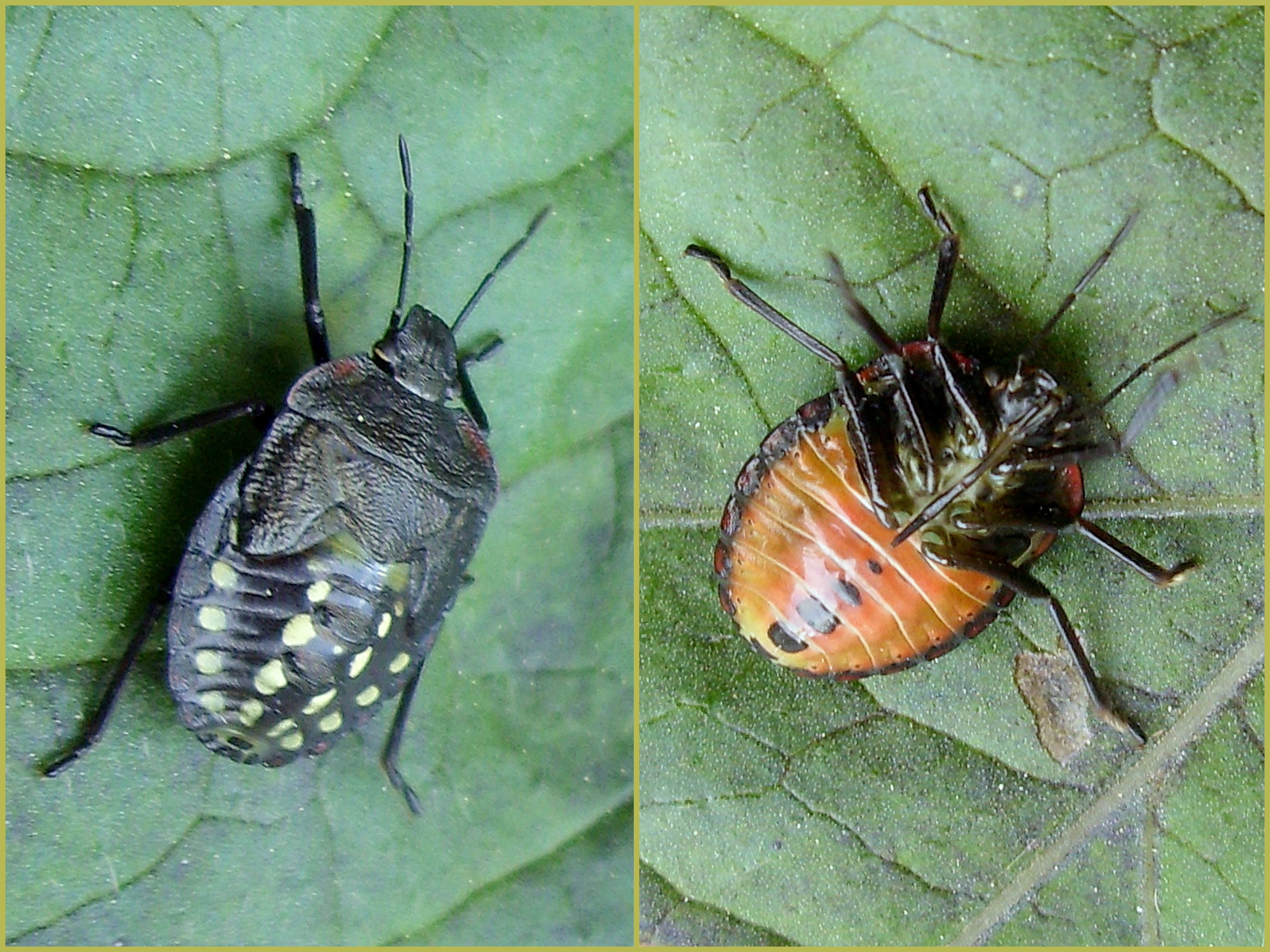
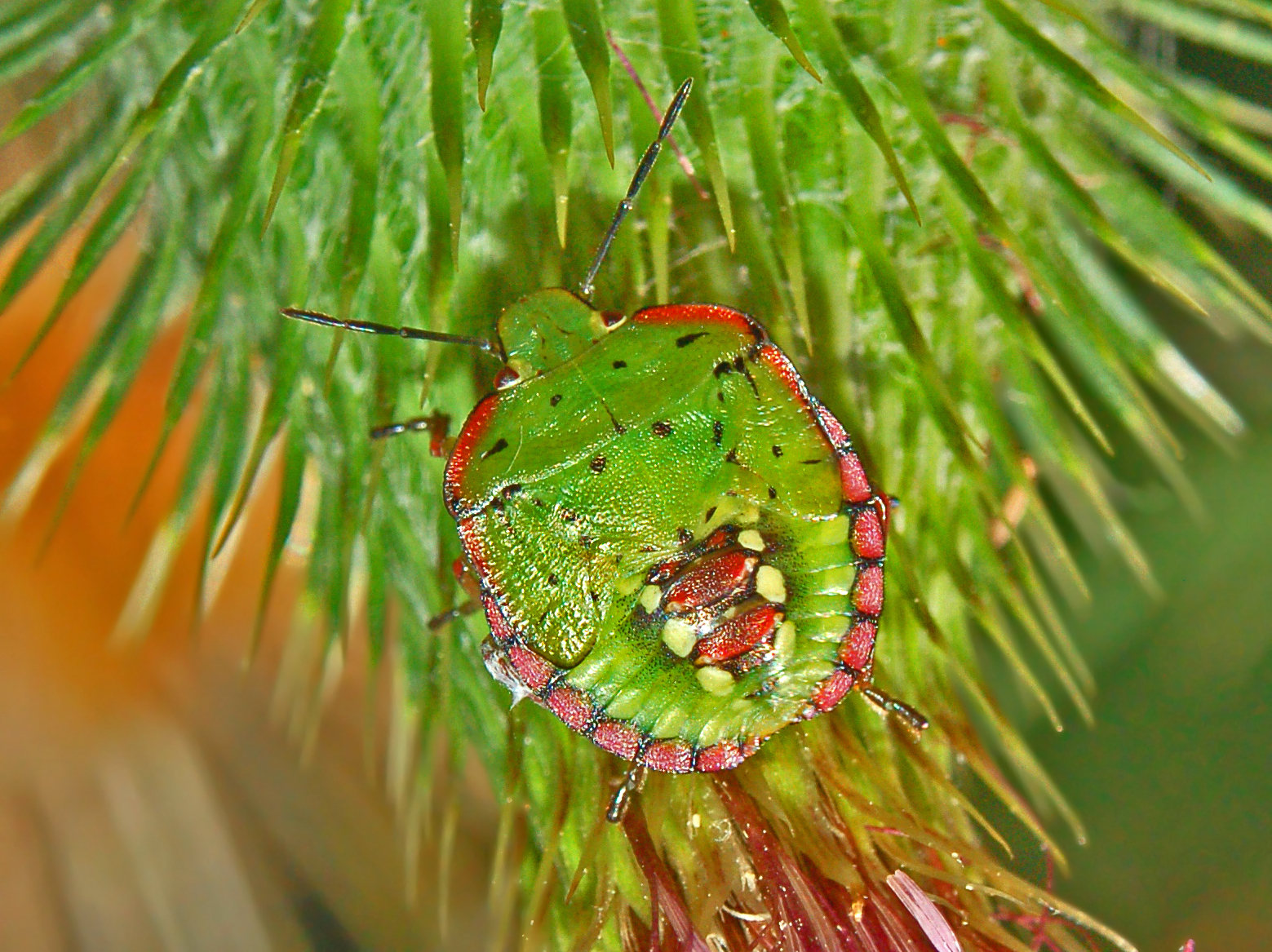
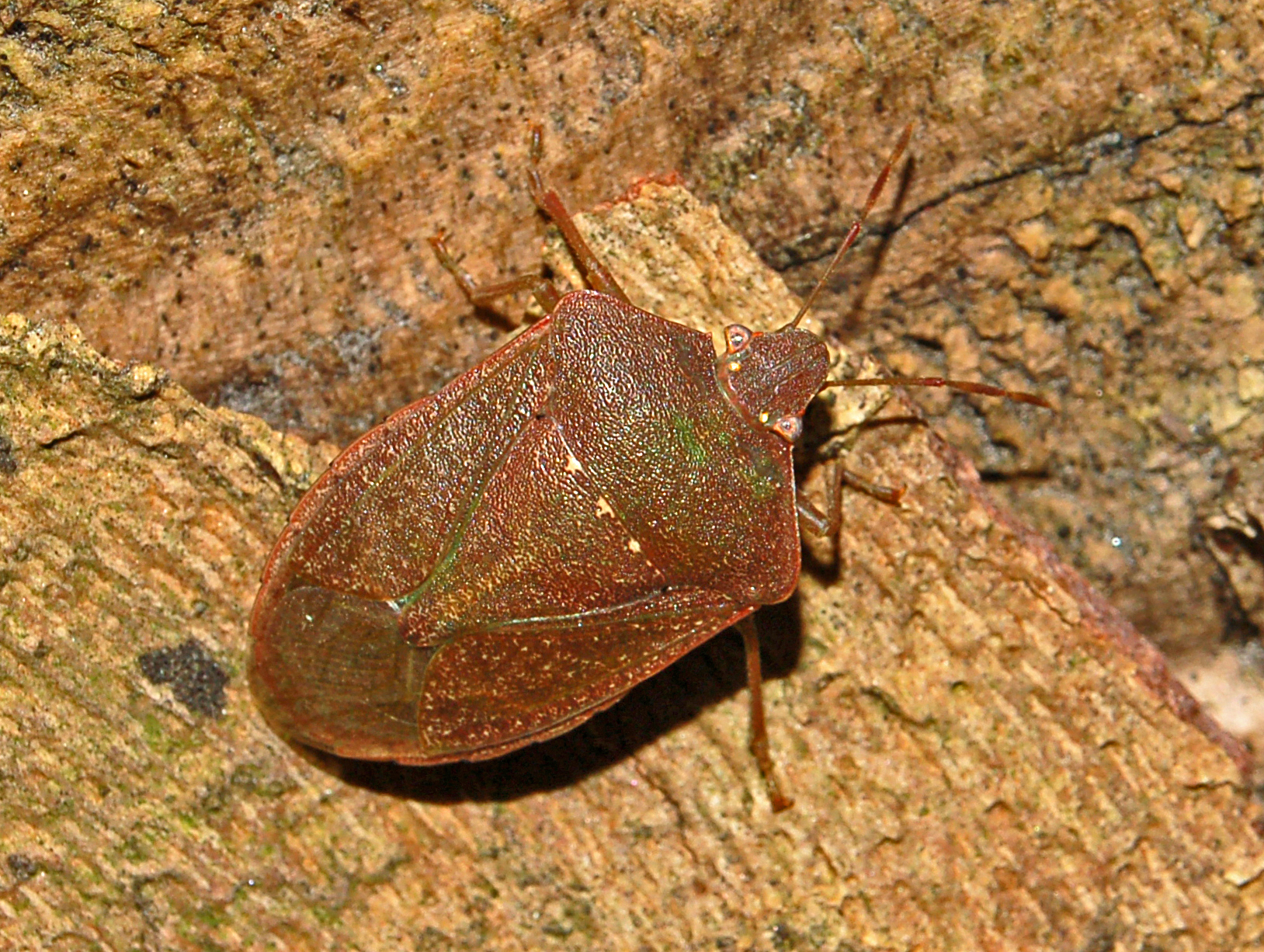